# Lista de casas, filiais e delegações do Sport Lisboa e Benfica

## Ilhas
- Casa nº 43 - Ilha Terceira (28-06-1994)
- Casa nº 71 - Ponta Delgada (30-05-1995) ( Casa inactiva )
- Delegação - Sport Clube Angrense (01-12-1929)
- Delegação - Angústias Atlético Clube (31-12-1922)
- Delegação - Clube Desportivo Santa Clara (31-01-1921)
- Benfica Águia Sport (1929)
- Grupo Desportivo Feteira (20-04-1990)

## Alto Alentejo
- Casa nº 155 - Avis (17-02-2003)
- Casa nº 1 - Campo Maior (20-04-1952)
- Casa nº 202 – Castelo de Vide (17-05-2005)
- Casa nº 146 – Elvas (14-01-2002)
- Casa nº 67 – Évora (12-05-1993)
- Casa nº 99 – Montemor-o-Novo (23-04-1998)
- Casa nº 44 – Portalegre (18-09-1993)
- Casa nº 140 – Vendas Novas (08-12-2001)
- Casa nº 92 – Viana do Alentejo (09-07-1997)
- Casa nº 115 – Vila Viçosa (13-09-1999)
- Filial nº 14 - Sport Arronches e Benfica (01-04-1939)
- Filial nº 9 - Sport Nisa e Benfica (01-10-1935)
- Filial nº 15 - Sport Cabeção e Benfica (01-01-1940)
- Filial nº 6 - Sport Lisboa e Évora (04-08-1928)

## Baixo Alentejo
- Casa nº 64 - Aljustrel (17-12-1995)
- Casa nº 220 - Almodôvar (14-05-2006)
- Casa nº 25 – Beja (03-02-1993)
- Casa nº 159 – Castro Verde (08-03-2003)
- Casa nº 184 – Mértola (30-06-2004)
- Casa nº 78 – Moura (09-11-1995)
- Casa nº 121 – Reguengos de Monsaraz (22-11-1999)
- Casa nº 14 – Santiago do Cacém (17-02-1990)
- Casa nº 238 – Serpa (28-09-2010)
- Casa nº 142 – Sines (07-10-2002)
- Casa nº 72 - Grândola (10-11-1996)

## Algarve
- Casa nº 61 - Albufeira (19-07-1995)
- Casa nº 41 - Faro (14-06-1994)
- Casa nº 242 - Lagos (17-11-2010)
- Casa nº 97 – Loulé (12-03-1998)
- Casa nº 147 – Olhão (25-09-2002)
- Casa nº 53 – Portimão (09-04-1994)
- Casa nº 237 – Quarteira (20-03-2010)
- Casa nº 209 – São Brás de Alportel (10-03-2006)
- Casa nº 154 – Silves (Portugal) (27-11-2002)
- Casa nº 36 - Tavira (09-06-1994)
- Casa nº 170 – Vila Real de Santo António (05-12-2003)
- Filial nº 1 - Sport Faro e Benfica (28-08-1917)
- Filial nº 12 – Sport Algoz e Benfica (01-07-1938)
- Filial nº 18 – Sport Fuseta e Benfica (01-01-1994)
- Filial nº 8 – Sport Lagos e Benfica (09-01-1914)
- Delegação - Lusitano Futebol Clube (15-04-1916)

## Beira Alta
- Casa n° 163 - Canas de Senhorim (03-08-2003)
- Casa n° 149 - Carregal do Sal (20-04-2002)
- Casa nº 126 - Castro Daire (04-08-2000)
- Casa nº 211 - Celorico da Beira (24-05-2005)
- Casa nº 204 - Fornos de Algodres (09-09-2005)
- Casa nº 148 - Gouveia (24-11-2001)
- Casa nº 188 - Lamego (19-10-2004)
- Casa nº 151 - Mêda (13-05-2002)
- Casa nº 162 - Moimenta da Beira (20-10-2003)
- Casa nº 156 - Mortágua (17-04-2001)
- Casa nº 197 - Penalva do Castelo (12-01-2005)
- Casa nº 131 - Pinhel (26-10-1999)
- Casa nº 132 - Sabugal (15-05-1999)
- Casa nº 74 - São Pedro do Sul (23-10-1995)
- Casa nº 201 - Santa Comba Dão (03-03-2005)
- Casa nº 181 - Sernancelhe (15-05-2004)
- Casa nº 125 - Tábua (28-06-1999)
- Casa nº 40 - Tondela (28-02-1994)
- Casa nº 178 - Trancoso (08-03-2004)
- Casa nº 168 - Viseu (20-10-2003)
- Filial nº 16 – Sport Nelas e Benfica (01-09-1939)
- Filial nº 3 – Sport Viseu e Benfica (01-08-1924)

## Beira Baixa
- Casa n° 206 - Alcains (02-02-2006)
- Casa n° 177 - Belmonte (28-02-2004)
- Casa nº 77 - Castelo Branco (22-05-1999)
- Casa nº 60 - Covilhã (30-07-1966)
- Casa nº 109 - Fundão (17-04-1999)
- Casa nº 198 - Idanha-a-Nova (13-08-2003)
- Casa nº 215 - Oleiros (28-09-2007)
- Casa nº 193 - Pampilhosa da Serra (27-11-2002)
- Casa nº 182 - Paúl (01-01-2004)
- Casa nº 89 - Penamacor (17-01-1997) inativa
- Casa nº 153 - Proença-a-Nova (01-05-2003)
- Casa nº 216 - Teixoso (07-12-2007)
- Casa nº 203 - Vila de Rei (12-09-2005)
- Filial nº 7 – Sport Benfica e Castelo Branco (24-03-1924)
- Filial nº 4 – Sport Tortosendo e Benfica (31-01-1922)
- Filial nº 24 - Sport Lisboa e Fundão (14-06-1930) extinto
- Filial nº 62 - Sport Lisboa e Covilhã (04-07-1939) extinto
- Delegação - Sport Lisboa e Águias do Dominguiso (28-08-1945)

## Beira Litoral
- Casa n° 117 - Águeda (25-11-1999)
- Casa n° 230 - Albergaria-a-Velha (19-09-2008)
- Casa nº 66 - Ansião (10-06-1995)
- Casa nº 119 - Arganil (11-09-1999)
- Casa nº 29 - Aveiro (17-06-1992)
- Casa nº 164 - Bairrada (07-12-2002)
- Casa nº 62 - Coimbra (07-06-1990)
- Casa nº 173 - Condeixa (26-09-2002)
- Casa nº 69 - Estarreja (30-01-1995)
- Casa nº 49 - Figueira da Foz (26-08-1994)
- Casa nº 166 - Gândaras (01-11-2002)
- Casa nº 150 - Mira (26-09-2002)
- Casa nº 233 - Miranda do Corvo (21-07-2009)
- Casa nº 171 - Montemor-o-Velho (22-05-2004)
- Casa nº 130 - Murtosa (30-11-2000)
- Casa nº 8 - Oliveira de Azeméis
- Casa nº 106 - Ovar (29-09-1998)
- Casa nº 221 - Penacova (18-05-2002)
- Casa nº 10 - Pombal (12-12-1986)
- Casa nº 144 - São João da Madeira (07-02-2002)
- Casa nº 93 - Soure (18-06-1997)

## Douro Litoral
- Casa n° 218 - Arouca (09-03-2007)
- Casa n° 55 - Baião (23-11-1994)
- Casa nº 80 - Caldas de São Jorge (24-03-1995)
- Casa nº 158 - Ermesinde (21-02-2003)
- Casa nº 90 - Espinho (09-04-1997)
- Casa nº 84 - Felgueiras (18-06-1996)
- Casa nº 94 - Freamunde (03-05-1998)
- Casa nº 179 - Gondomar (13-06-2003)
- Casa nº 26 - Lousada (14-03-1992)
- Casa nº 33 - Marco de Canaveses (01-05-1994)
- Casa nº 137 - Matosinhos (24-11-2001)
- Casa nº 116 - Paredes (22-09-1999)
- Casa nº 12 - Porto (19-11-1988)
- Casa nº 127 - Resende (13-03-2000)
- Casa nº 160 - Santo Tirso (25-07-2002)
- Casa nº 95 - Trofa (14-11-1997)
- Casa nº 183 - Vila Meã (16-04-2004)
- Casa nº 185 - Vila Nova de Gaia (01-10-2004)

## Estremadura Norte
- Casa n° 229 - Alcobaça (18-10-2000)
- Casa n° 157 - Arruda dos Vinhos (09-10-2003)
- Casa nº 241 - Batalha
- Casa nº 85 - Cadaval (22-02-1996)
- Casa nº 2 - Caldas da Rainha (26-11-1952)
- Casa nº 138 - Fátima (14-08-2001)
- Casa nº 239 - Malveira (07-09-2010)
- Casa nº 39 - Mira d'Aire (05-03-1994)
- Casa nº 234 - Moita - Marinha Grande (11-04-2009)
- Casa nº 22 - Montijo (31-03-1992)
- Casa nº 82 - Nazaré (24-06-1994)
- Casa nº 199 - Pataias (04-04-2000)
- Casa nº 81 - Peniche (01-05-1995)
- Casa nº 34 - Torres Vedras (24-02-1993)
- Casa nº 114 - Valado dos Frades (06-12-1998)
- Casa nº 57 - Vila Franca de Xira (25-10-1994)
- Filial nº 17 – Sport Alenquer e Benfica (01-01-1994)
- Filial nº 10 – Sport Castanheira de Pêra e Benfica (03-09-1935)
- Filial nº 13 – Sport Lisboa e Marinha (01-01-1939)

## Estremadura Sul
- Casa n° 190 - Agualva-Cacém (05-06-2002)
- Casa n° 205 - Alcochete (05-11-2005)
- Casa nº 174 - Alhandra (07-10-2002)
- Casa nº 223 - Algueirão - Mem Martins (02-03-2008)
- Casa nº 11 - Almada (07-04-1987)
- Casa nº 47 - Alverca do Ribatejo (12-07-1994)
- Casa nº 102 - Baixa da Banheira (24-06-1998)
- Casa nº 212 - Barreiro (01-02-2006)
- Casa nº 231 - Charneca da Caparica (06-12-2007)
- Casa nº 152 - Palmela (11-11-2002)
- Casa nº 228 - Quinta do Conde (26-06-2008)
- Casa nº 236 - Seixal (31-05-1995)
- Casa nº 195 - Sesimbra (31-03-2005)
- Casa nº 32 - Setúbal (16-04-1994)
- Casa nº 235 - TAP (29-01-2010)
- Casa nº 124 - Tires (29-06-2000)
- Filial nº 23 – Sport Lisboa e Olivais (20-09-1934)

## Distrito de Aveiro
- Casa n° 29 - Aveiro (17/06/1992)
- Casa n° 69 - Estarreja (30/01/1995)
- Casa nº 80 - Caldas de São Jorge (24/03/1995)
- Casa nº 90 - Espinho (09/04/1997)
- Casa n° 106 - Ovar (24/09/1998)
- Casa n° 117 - Águeda (25/11/1999)
- Casa n° 130 - Murtosa (30/11/2000)
- Casa n° 144 - São João da Madeira (07/02/2001)
- Casa nº 164 - Bairrada (18/10/2003)
- Associação Desportiva de Travassô (27/06/1965)
- Sport Benfica e Gafanha

## Distrito de Beja
- Casa n° 25 - Beja (03/02/1993)
- Casa n° 64 - Aljustrel (17/12/1995)
- Casa n° 78 - Moura (09/11/1995)
- Casa n° 159 - Castro Verde (08/03/2003)
- Casa n° 184 - Mértola (30/06/2004)
- Casa n° 200 - Vila Nova de Milfontes (15/06/2005)
- Sport Brejão e Benfica

## Distrito de Braga
- Casa nº 7 - Braga (20/03/1971)
- Casa nº 45 - Fafe (29/10/1994)
- Casa nº 50 - Vila Verde (30/08/1994)
- Casa nº 63 - Vila Nova de Famalicão (15/01/1994)
- Casa nº 136 - Barcelos (13/05/2001)
- Casa nº 180 - Cabeceiras de Basto (30/04/2004)
- Casa nº 189 - Vizela (07/07/2004)
- Casa nº 213 - Póvoa de Lanhoso (25/09/2006)
- Casa nº 214 - Vieira do Minho (01/09/2007)

## Distrito de Bragança
- Casa n° 59 - Mirandela (23/04/1994)
- Casa nº 186 - Miranda do Douro (08/05/2004)
- Casa nº 217 - Alfândega da Fé (18/05/2007)
- Casa nº 222 - Carviçais (30/06/2006)
- Casa nº 227 - Mogadouro (24/12/2007)

## Distrito de Castelo Branco
- Casa n° 60 - Covilhã (30/07/1966)
- Casa n° 77 - Castelo Branco (22/05/1995)
- Casa n° 89 - Penamacor (17/01/1997) inativa
- Casa n° 109 - Fundão (17/04/1999)
- Casa n° 153 - Proença-a-Nova (19/05/2003)
- Casa n° 177 - Belmonte (28/02/2004)
- Casa n° 182 - Paul (01/01/2004)
- Casa n° 198 - Idanha-a-Nova (13/08/2003)
- Casa n° 203 - Vila de Rei (12/09/2005)
- Casa nº 206 - Alcains (02/02/2006)
- Casa nº 215 - Oleiros (28/09/2007)
- Casa nº 216 - Teixoso (7/12/2007)
- Filial nº 4 - Sport Tortosendo e Benfica (31/01/1922)
- Filial nº 7 - Sport Benfica e Castelo Branco (24/03/1924)
- Filial nº 24 - Sport Lisboa e Fundão (14/06/1930) extinto
- Filial nº 62 - Sport Lisboa e Covilhã (04/07/1939) extinto
- Delegação - Sport Lisboa e Águias do Dominguiso (28/08/1945)

## Distrito de Coimbra
- Casa n° 49 - Figueira da Foz (26/08/1994)
- Casa n° 62 - Coimbra (07/06/1990)
- Casa n° 119 - Arganil (11/09/1999)
- Casa nº 150 - Mira (26/09/2002)
- Casa nº 171 - Montemor-o-Velho (27/12/2004)
- Casa n° 221 - Penacova (18/05/2002)
- Casa n° 233 - Miranda do Corvo (27/07/2009)

## Distrito de Évora
- Casa n° 67 - Évora (12/05/1993)

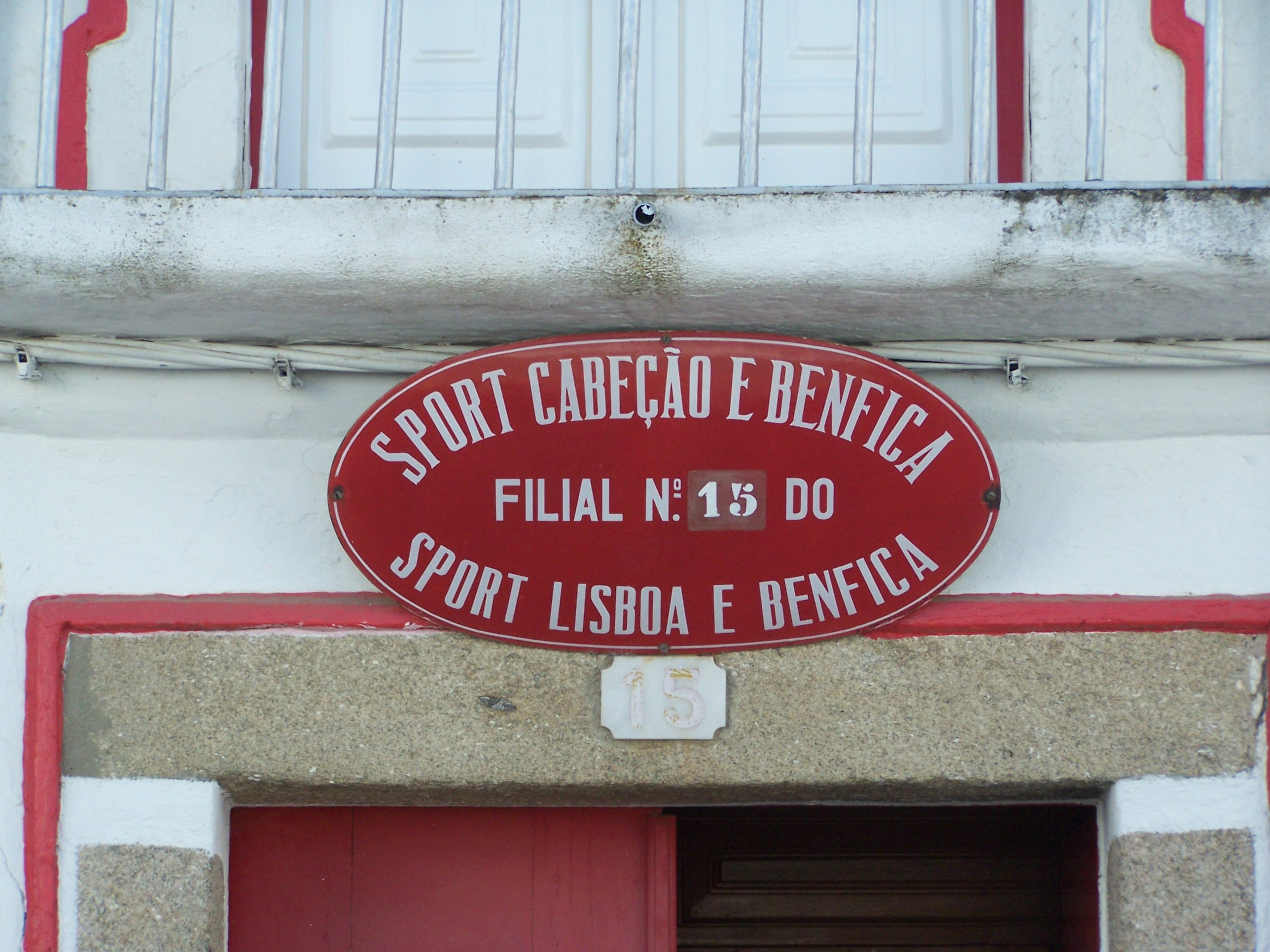
Sport Cabeção e Benfica, filial nº15.

- Casa n° 92 - Viana do Alentejo (09/07/1997)
- Casa n° 99 - Montemor-o-Novo (23/04/1998)
- Casa n° 115 - Vila Viçosa (13/09/1999)
- Casa nº 169 - Reguengos de Monsaraz (22/11/1999)
- Casa n° 140 - Vendas Novas (08/02/2001)
- Filial n° 6 - Sport Lisboa e Évora (04/08/1929)
- Grupo Desportivo de Monte do Trigo (10/10/1973)

## Distrito da Guarda
- Casa n° 42 - Guarda (24/06/1994)
- Casa n° 86 - Vila Nova de Foz Côa (16/02/1976)
- Casa nº 132 - Sabugal (15-05-1999)

## Distrito de Leiria
- Casa n° 2 - Caldas da Rainha (26/11/1952)
- Casa n° 13 - Leiria (22/05/1989)
- Casa n° 66 - Ansião (10/06/1995)
- Casa nº 82 - Nazaré (09/06/1994)
- Casa nº 199 - Pataias (04/04/2000)
- Casa n° 226 - Alvaiázere (29/09/2008)
- Filial n° 10 - Sport Castanheira de Pera e Benfica (03/09/1935)
- Filial n° 53 - Sport Lisboa e Marinha (01/01/1939)

## Distrito de Lisboa

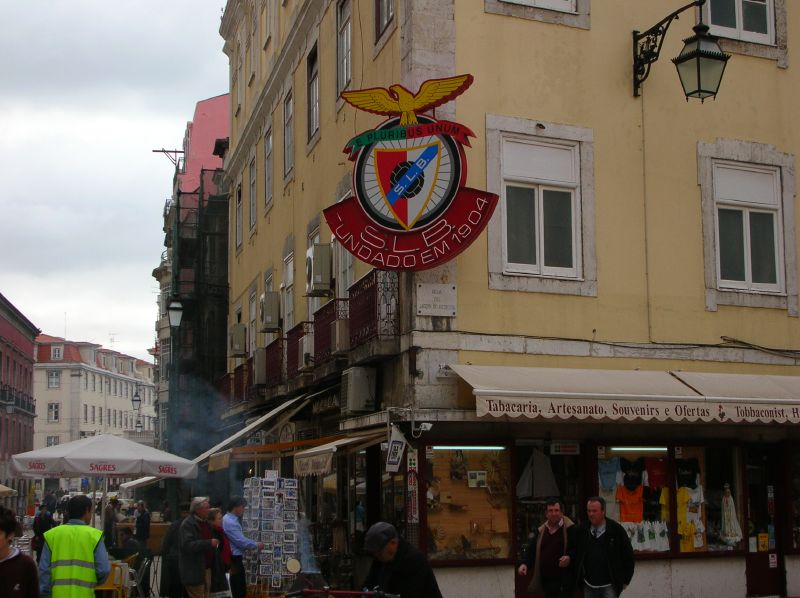
Símbolo benfiquista em Lisboa (R. Portas S. Antão × R. J. Regedor, na Baixa).

- Casa nº 34 - Torres Vedras (24/02/1993)
- Casa nº 91 - Aveiras de Cima (08/09/1996)
- Casa n° 223 - Algueirão - Mem Martins (28/02/2008)
- Casa n° 235 - TAP (29/01/2010)
- Filial nº 17 - Sport Alenquer e Benfica (01/01/1944)
- Filial nº 36 - Sport Lisboa e Olivais (20/09/1934)
- Sport Lisboa e Alcântara
- Sport Lisboa e Lapa
- Sport Lisboa e Campo de Ourique
- Sport Lisboa e Águias
- Sport Lisboa e Reboleira
- Clube Desportivo Lisboa e Águias
- Clube Desportivo A-dos-Cunhados

## Madeira
- Casa nº 00 - Madeira (28/02/1994)
- Sócio Honorário n.º 1 - Club Sport Marítimo (20/09/1910)

## Distrito de Portalegre
- Casa n° 1 - Campo Maior (20/04/1952)
- Casa n° 146 - Elvas (14/01/2002)
- Casa n° 175 - Marvão (05/01/2005)
- Casa n° 202 - Castelo de Vide (18/11/2004)
- Filial nº 14 - Sport Arronches e Benfica (01/04/1939)
- Filial nº 9 - Sport Nisa e Benfica (01/10/1935)

## Distrito do Porto
- Casa nº 12 – Porto (19/11/1988)
- Casa nº 26 – Lousada (14/03/1992)
- Casa nº 33 – Marco de Canavezes (01/05/1994)
- Casa nº 35 – Alpendorada (24/05/1997)
- Casa nº 55 – Baião (23/11/1994)
- Casa nº 84 – Felgueiras (18/06/1996)
- Casa nº 94 – Freamunde (03/05/1998)
- Casa nº 95 – Trofa (14/11/1997)
- Casa nº 96 – Póvoa de Varzim (30/01/1987)
- Casa nº 116 – Paredes (20/09/1999)
- Casa nº 137 – Matosinhos (24/11/2001)
- Casa nº 158 – Ermesinde (21/02/2003)
- Casa nº 160 – Santo Tirso (25/07/2002)
- Casa nº 179 – Gondomar (13/06/2003)
- Casa nº 183 – Vila Meã (16/04/2004)
- Casa nº 185 – Vila Nova de Gaia (01/10/2004)

## Distrito de Santarém
- Casa nº 3 - Tomar (28/04/1955)
- Casa n° 4 - Santarém (06/02/1961)

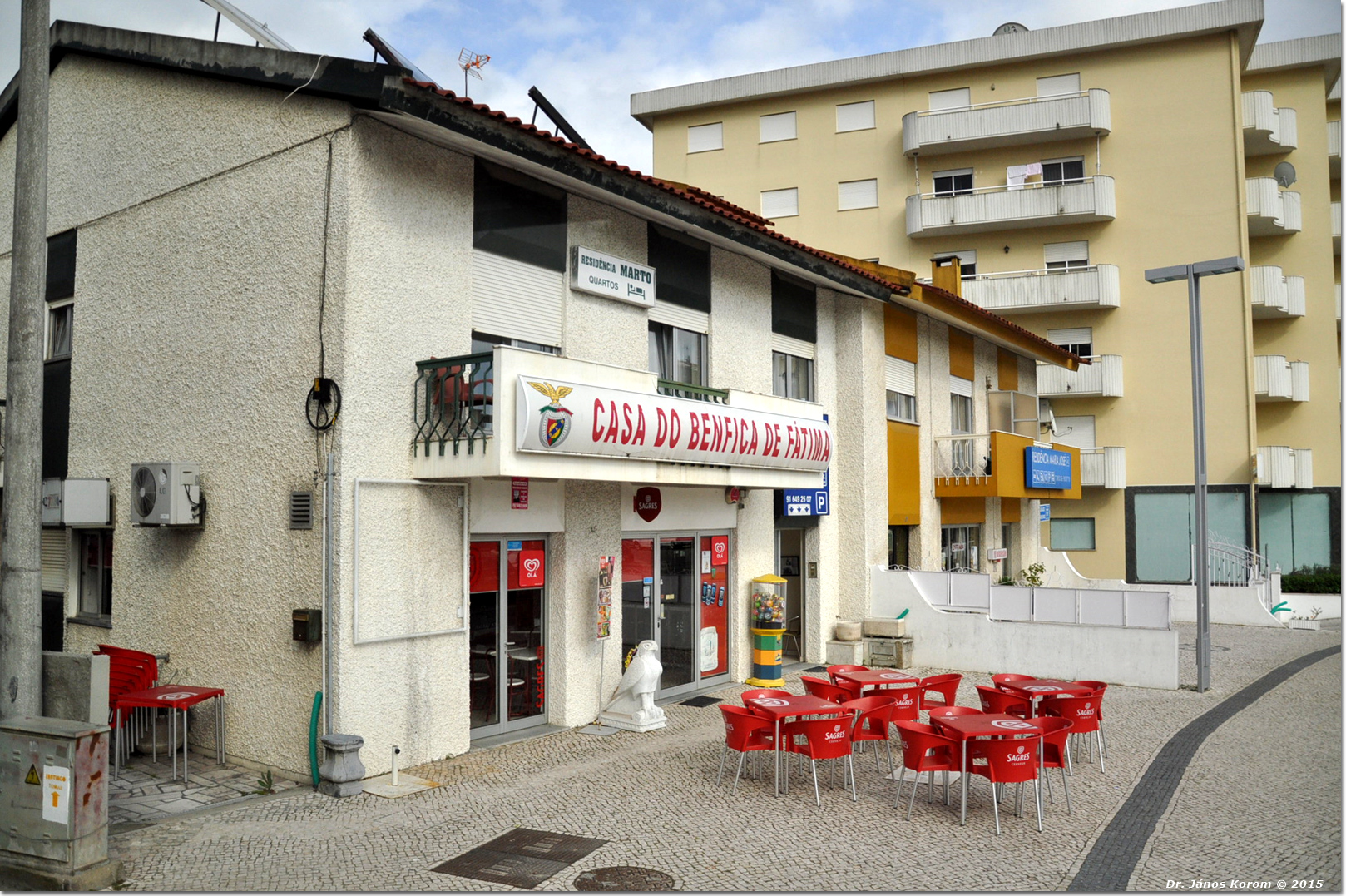
Casa do Benfica de Fátima na Rotunda dos Pastorinhos.

- Casa nº 38 – Abrantes (10/05/1994)
- Casa n° 48 - Rio Maior (11/11/1994)
- Casa nº 51 - Torres Novas (30/08/1994)
- Casa nº 58 - Ourém (25/10/1994)
- Casa nº 122 - Entroncamento (16/06/2000)
- Casa n° 135 - Alpiarça (02/04/2001)
- Casa n° 138 - Fátima (14/08/2001)
- Casa nº 165 - Cartaxo (26/09/2002)
- Casa nº 169 - Samora Correia (07/06/2002)
- Casa n° 194 - Golegã (29/06/2004)
- Filial n° 2 - Sport Abrantes e Benfica (10/06/1916)
- Filial n° 11 - Sport Lisboa e Cartaxo (06/05/1935)
- Filial n° 59 - Sport Lisboa e Benfica do Ribatejo

## Distrito de Setúbal
- Casa nº 11 - Almada (07/04/1987)
- Casa nº 22 – Montijo (31/03/1992)
- Casa nº 32 - Setúbal (25/01/1994)
- Casa nº 102 - Baixa da Banheira (24/06/1998)
- Casa nº 152 - Palmela (11/11/2002)
- Casa nº 195 - Sesimbra (31/03/2005)
- Casa nº 205 - Alcochete (16/12/2005)
- Casa nº 212 - Barreiro (01/02/2006)
- Filial n° 31 - Sport Charneca de Caparica e Benfica (22/04/2005)

## Distrito de Viana do Castelo
- Casa nº 20 - Viana do Castelo (30/03/1989)
- Casa nº 75 - Ponte de Lima (21/05/1994)
- Casa nº 105 - Vila Praia de Âncora (29/06/1998)
- Casa nº 145 - Valença (31/03/2002)
- Casa nº 161 - Monção (19/09/2002)
- Casa nº 192 - Vila Nova de Cerveira (05/06/2005)
- Casa nº 208 - Arcos de Valdevez (31/01/2006)
- Delegação - Grupo Desportivo Águias do Souto (21/01/1974)

## Distrito de Vila Real
- Casa nº 15 - Alto Tâmega/Chaves (12/05/2001)
- Casa nº 111 - Peso da Régua (21/10/1999)
- Casa nº 191 - Vila Pouca de Aguiar (22/04/2005)
- Filial n° 24 - Sport Vila Real e Benfica (18/12/1979)

## Distrito de Viseu
- Casa n° 40 - Tondela (28/02/1994)
- Casa n° 54 - Mangualde (04/10/1994)
- Casa nº 103 - Tabuaço (05/06/1999)
- Casa n° 149 - Carregal do Sal (20/04/2002)
- Casa n° 162 - Moimenta da Beira (20/10/2003)
- Casa nº 168 - Viseu (20/10/2003)
- Casa n° 181 - Sernancelhe (15/05/2004)
- Casa nº 188 - Lamego (20/01/2007)
- Casa nº 229 - São João da Pesqueira (06/06/2009)
- Filial n° 3 - Sport Viseu e Benfica (01/08/1924)
- Filial n° 16 - Sport Lisboa e Nelas (25/08/1939)
- Sport Cabanas de Viriato e Benfica (04/01/1930)
- Sport Vale de Madeiros e Benfica

## Alemanha
- Casa nº 104 – Gross-Umstadt
- Sport Hamburg Benfica

## Angola
- Casa nº 70 - Luanda (30/05/1995)
- Filial n° 36 - Sport Lubango e Benfica (27/02/1932)
- Sport Luanda e Benfica
- Sport Huambo e Benfica (29/09/1931)
- Sport Benguela e Benfica
- Sport Andulo e Benfica
- Sport Sumbe e Benfica
- Sport Libolo e Benfica

## Bélgica
- Sport Bruxelas e Benfica

## Brasil
- Esporte Clube Benfica do Guarujá
- Sport Lisboa e Benfica do Brasil Vila Maria (09/07/1938)

## Cabo Verde
- Delegação nº 6 - Clube Desportivo Travadores (15/10/1930)
- Sport Sal Rei Club - ilha da Boa Vista (28/08/1952)
- Sport Club Atlético - Ribeira Brava, São Nicolau (12/09/1977)
- Paulense Desportivo Clube - Paul, Santo Antão (1981)
- Nô Pintcha FC dos Mosteiros - ilha do Fogo
- Clube Desportivo Benfica da Brava - Nova SIntra (01/01/1996)
- Grupo Desportivo Benfica de Santa Cruz - Pedra Badejo (2003)
- Associaão Benfica Futebol Clube da Praia (2009)

## Canadá
- Casa nº 6 – Toronto (18/06/1969)
- Casa nº 79 – Strathroy (28/11/1995)
- Filial n° 25 - Sport Montréal e Benfica (26/09/1985)
- Sport London & Benfica (13/11/1993)

## Estados Unidos da América

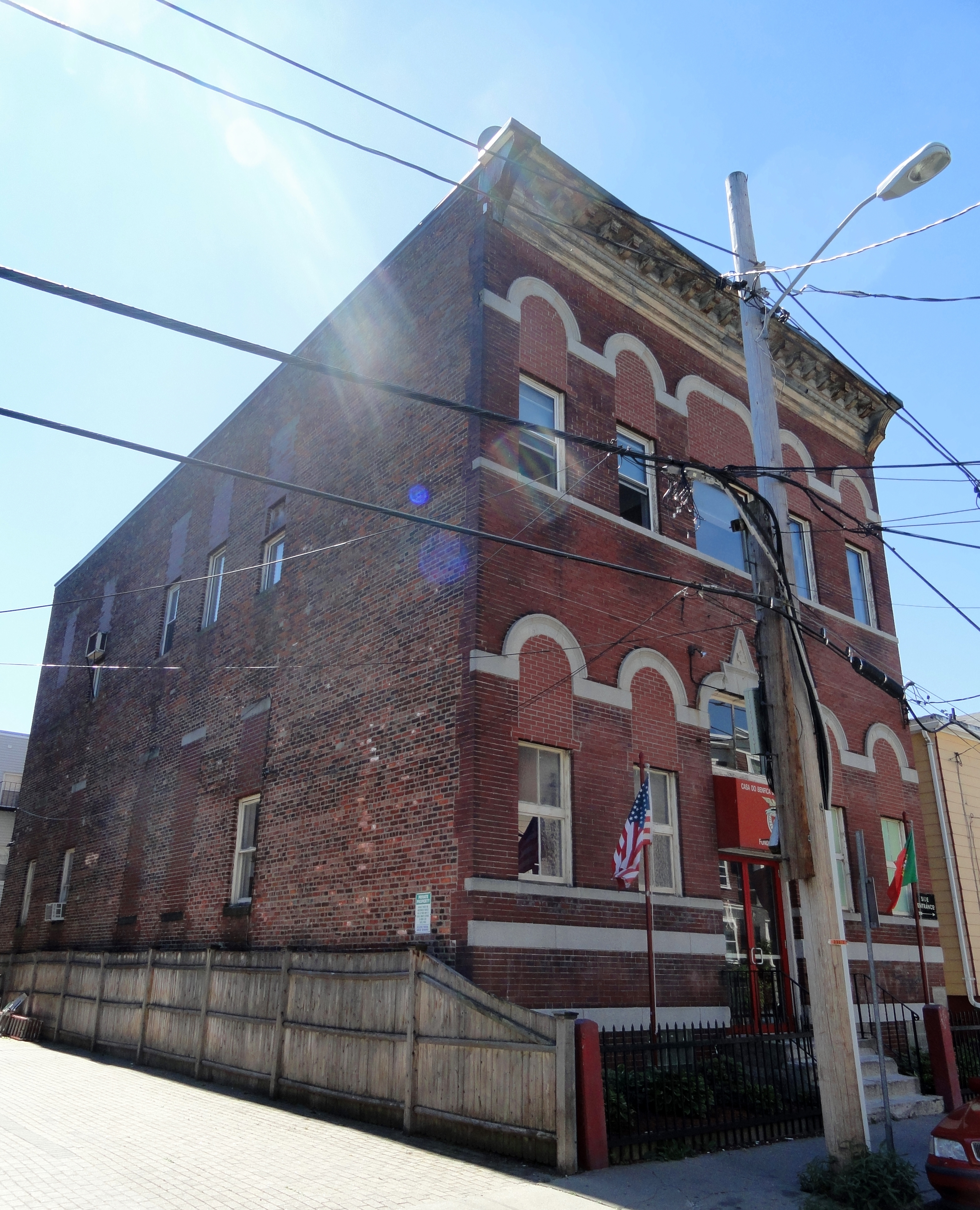
Casa do Benfica da Nova Inglaterra.

- Casa nº 17 – Nova Inglaterra (17/02/1990)
- Casa nº 18 – Philadelphia (09/06/1994)
- Casa nº 21 – San José (31/01/1991)
- Casa nº 27 – New Bedford (12/08/1991)
- Casa nº 65 – Rhode Island (04/05/1995)
- Casa nº 128 – Craston (13/10/1996)
- Casa nº 141 – Fall River (14/04/2002)
- Casa nº 143 – Chicopee (26/01/2002)
- Casa nº 167 – Danbury, CT (22/10/2001)
- Casa nº 210 – Hartford, CT. Casa do Benfica 21/02/2006
- Filial n° 21 - Sport Newark e Benfica (25/11/1969)−

## França
- Casa nº 16 – Bordéus (20/07/1989)
- Sport Yerres e Benfica
- Casa n° 224 : Tourcoing

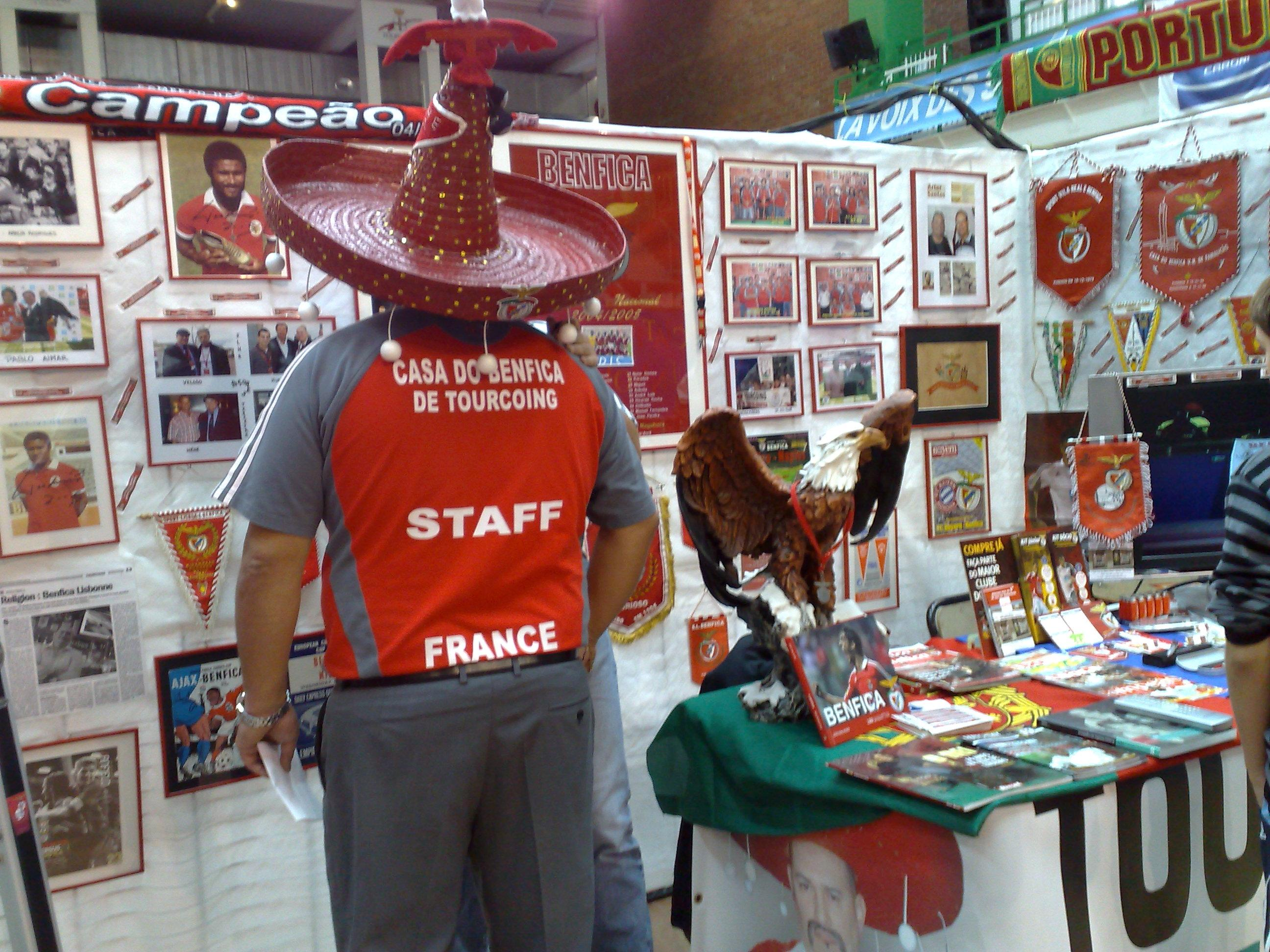
Exposição na Casa do Benfica de Tourcoing.

- Casa n° 30 : Casa do Benfica em Paris (01/03/1994; inauguraçao 13/04/2013)
- Sport Benfica d'Argoselo (SBA) (1988)
- Sport Graulhet Benfica
- Sport Villejuif e Benfica
- Football Benfica Autun

## Guiné-Bissau
- Filial n°29 - Sport Bissau e Benfica (27/05/1944)

## Luxemburgo
- Filial n°26 - Sport Luxemburgo e Benfica (10/03/1988)

## Moçambique
- Grupo Desportivo de Maputo (31/05/1921)
- Sport Macúti e Benfica
- Sport Quelimane e Benfica

## Reino Unido
- Casa n° 250—Londres (21/09/2015)

## Suíça
- Casa nº 28 – Sion (23/07/1993)
- Casa nº 37 – Genebra (31/05/1993)
- Casa nº 100 – Zurique (24/06/1997)
- Casa nº 107 – Rorschach (11/02/1995)
- Casa nº 118 – Neuchâtel (25/11/1995)
- Filial n° 27 - Sport Lausanne e Benfica (30/09/1993)
- Filial n° 28 - Sport Beauregard e Benfica (30/06/2000)
- Sport Genève e Benfica

## Timor-Leste
- Sport Díli e Benfica
- Sport Laulara e Benfica

## Macau (China)
- Casa nº 232 - Casa do Sport Lisboa e Benfica em Macau